# Miscophus flavus
Miscophus flavus (лат.) — вид песочных ос рода Miscophus из подсемейства Crabroninae (триба Miscophini).

## Распространение
Южный Иран: провинция Хормозган, область Минаб.

## Описание
Длина тела 4 мм. Miscophus flavus относится к группе видов M. bytinskii и уникален среди всех палеарктических видов Miscophus полностью гладким и непунктированным телом и полностью оранжево-красным цветом. Пронотальный воротничок имеет зубчатую вершину посередине. основной цвет оранжево-красный, верхняя часть головы и мезоскутум несколько темнее остальных частей, вершина мандибул чёрная. Крылья прозрачные, жилкование крыльев красноватое, костальная жилка чёрная. Нижняя сторона лица с несколькими редкими и короткими бледными волосками. Передняя нога с двумя длинными чёрными шипами, апикальный шип такой же длины, как второй тарзальный сегмент.

## Таксономия и этимология
Вид был впервые описан в 2025 году по типовым материалам из Ирана. Название вида flavus в переводе с латинского означает «жёлтый», имея в виду оранжево-жёлтую окраску тела этого вида.